# Вірменська діаспора

Мапа вірменської діаспори у світі (включає людей вірменського походження або громадянства).

Вірменська діаспора — громади вірмен за межами Вірменії та інших місць, де вірмени вважаються корінним населенням. З давніх-давен вірмени створювали громади в багатьох регіонах світу. Однак сучасна вірменська діаспора значною мірою сформувалася в результаті Першої світової війни, коли геноцид, скоєний Османською імперією, ⁣ змусив вірмен, які жили на батьківщині, тікати з неї або ризикувати бути вбитими. Ще одна хвиля еміграції розпочалася під час енергетичної кризи та розпаду Радянського Союзу в 1991 році.
Задля координації та розвитку відносин Вірменії з діаспорою, була створена у 2019 році посада Верховного комісара у справах діаспори.

## Термінологія
Вірменською мовою діаспору називають спюрком, пишеться սփիւռք у класичній орфографії та սփյուռք у реформованій орфографії. У минулому слово gaghut (գաղութ вимовляється [ɡɑˈʁutʰ]), яке використовувалося здебільшого для позначення вірменських громад за межами вірменської батьківщини. Воно запозичене з арамейського (класичного сирійського) когната єврейського слова галут (גלות).

## Історія
Вірменська діаспора існує вже понад 1700 років. Вірменська діаспора поділяється на дві спільноти – громади з Анатолії (або Західної Вірменії) та ті громади, які походять з Кавказу або Східної Вірменії (Вірменія, Азербайджан, Грузія, Іран та інші спільноти з колишнього Радянського Союзу).
Сучасна вірменська діаспора значною мірою сформувалася після Першої світової війни в результаті геноциду вірмен. За словами Рендалла Хансена, «як у минулому, так і сьогодні вірменські громади в усьому світі розвивалися суттєво по-різному в рамках обмежень та можливостей, що існують у різних культурах та країнах, де вони проживали».
У четвертому столітті вірменські громади вже існували за межами Великої Вірменії. Діаспорні вірменські громади виникли в імперіях Ахеменідів та Сасанідів, і вони також захищали східні та північні кордони Візантійської імперії. Щоб заселити менш населені райони Візантії, вірмен було переселено до цих регіонів. Деякі вірмени перейшли до грецької православ'я, зберігаючи вірменську як свою основну мову, тоді як інші залишилися у Вірменській Апостольській Церкві, ⁣ попри тиск з боку офіційної влади. Протягом XI та XII століть до Кілікії мігрувала все більша кількість вірмен внаслідок вторгнень сельджуків. Після падіння королівства під впливом мамелюків та втрати вірменської державності у 1375 році, до 150 000 осіб вирушили на Кіпр, Балкани та до Італії. Вірменська діаспора також відома своїми історичними торгівельними громадами по всій Азії в Середньовіччі та в ранньомодерний період, у таких країнах, як Китай, Індія та Іран, багато з яких досягли високих посад у різних азійських королівських дворах. Хоча вірменська діаспора існувала в античність та Середньовіччя, її чисельність зростала завдяки еміграції з Османської імперії, Ірану, Росії та Кавказу.
Вірмени в Туреччині, такі як Грант Дінк, не вважають себе частиною вірменської діаспори, оскільки вони проживають на своїй історичній батьківщині понад чотири тисячі років. Міністерство діаспори Грануш Акопян також не вважає їх частиною діаспори: «Діаспора представляє всіх вірмен, які живуть за межами Вірменського нагір'я. У цьому контексті ми виділили вірмен Стамбула та тих, хто живе на території Західної Вірменії. Ці люди населяли ці землі тисячі років, і вони не вважаються діаспорою».
До 1870 року в Новій Англії оселилися 60 вірменських іммігрантів. Вірменська імміграція зросла до 1500 осіб до кінця 1880-х років, а в середині 1890-х років — до 2500 через різанину, спричинену Османською імперією. Вірмени, які іммігрували до Сполучених Штатів до Першої світової війни, були переважно вихідцями з Малої Азії та оселилися на східному узбережжі.

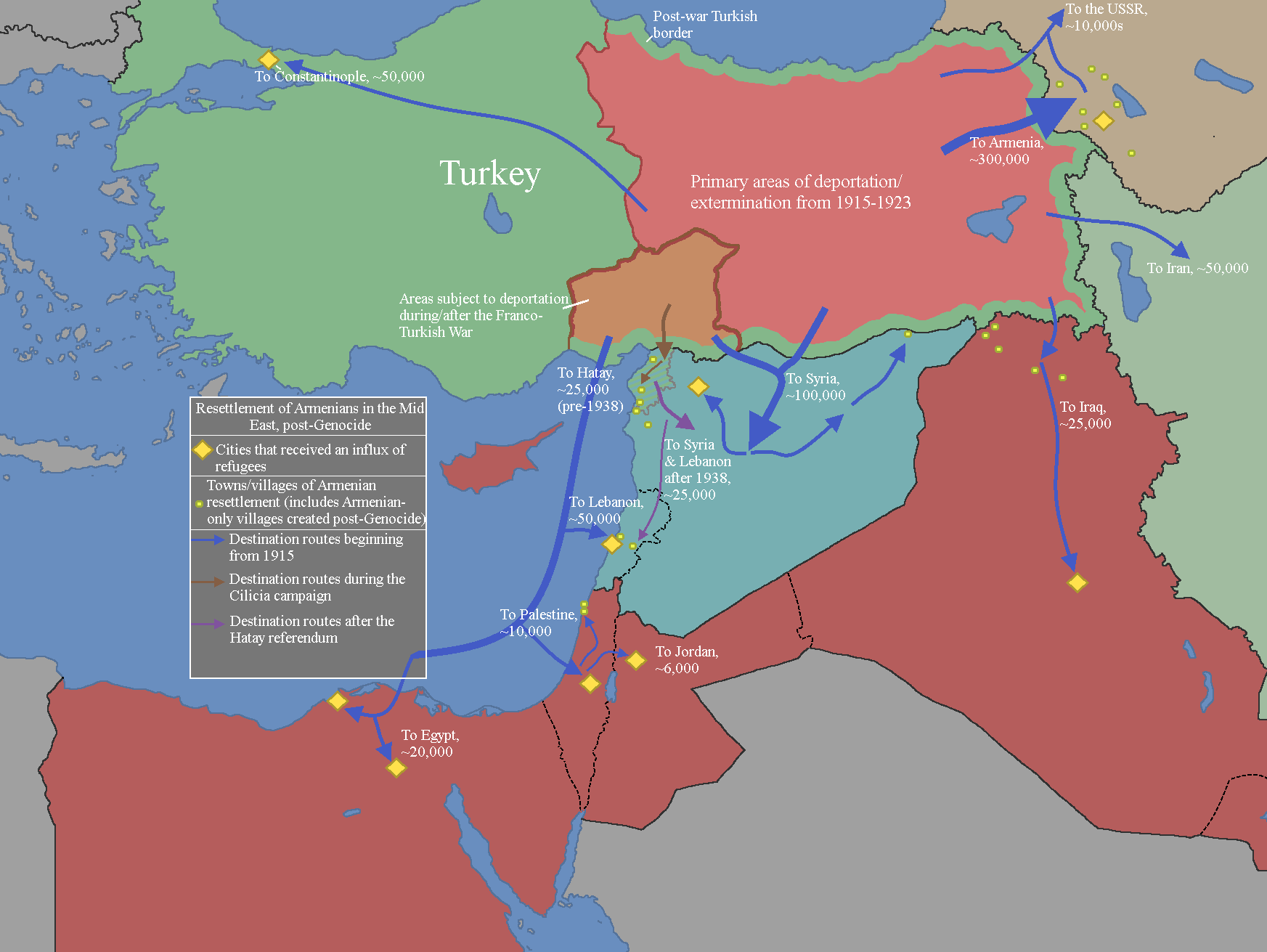
Маршрути вірменських біженців у 20-х та 30-х роках, включаючи вихід з провінції Хатай.

Вірменська діаспора значно зросла як під час, так і після Першої світової війни через розпад Османської імперії. У 1910 році понад 5500 вірмен іммігрували до Сполучених Штатів, а до 1913 року ще 9355 вірмен перетнули кордони Північної Америки. З наближенням Першої світової війни рівень вірменської імміграції зріс приблизно до 60 000. У 1920 році та до прийняття Закону про імміграцію 1924 року до Сполучених Штатів прибуло 30 771 вірменин; іммігранти були переважно овдовілими жінками, дітьми та сиротами. Хоча багато вірмен загинуло під час геноциду вірмен, деякі з вірмен, яким вдалося втекти, оселилися в різних частинах світу.
До 1966 року, приблизно через 40 років після початку геноциду вірмен, у Вірменії все ще проживало 2 мільйони вірмен, тоді як 330 000 вірмен проживали в Росії, а 450 000 вірмен проживали в Сполучених Штатах та Канаді.
У Сполучених Штатах рівень імміграції зріс після прийняття Закону про імміграцію в 1965 році. Спалах громадянської війни в Лівані в 1975 році та спалах Ісламської революції в Ірані в 1978 році були факторами, що підштовхнули вірмен до імміграції. За даними перепису населення США 1980 року, 90 відсотків імміграції до Сполучених Штатів було здійснено іранськими вірменами протягом 1975 та 1980 років.
Енергетична криза у Вірменії на початку 1990-х років також призвела до еміграції 676 000–800 000 вірмен з Кавказу.

## Розповсюдження
Менш ніж третини вірменського населення світу проживає у Вірменії. До Першої світової війни їхня площа населення була в шість разів більшою, ніж територія сучасної Вірменії, включаючи східні регіони Туреччини, північну частину Ірану та південну частину Грузії.